# Церковь Сергия Радонежского (Стрельцы)
Церковь Сергия Радонежского — православная церковь в селе Стрельцы, Тамбовской области, которая принадлежит второму благочинию Тамбовской епархии Тамбовской митрополии Русской православной церкви.

## История
Инициатива строительства в Стрельцах новой церкви принадлежала местным жителям, которые пожертвовали деньги на сооружение храма. В 1901 году церковь во имя преподобного Сергия Радонежского в Стрельцах была освящена. В годы Советской власти официально не закрывалась, однако здание храма использовалось как зернохранилище. В 1991 году церковь была возвращена верующим. Восстановлена и действует.

## Описание
Сергиевская церковь нарядно украшена многочисленными декоративными элементами. Купола храма и звонницы выполнены в стиле русской эклектики. В планах восстановление утраченного витражного остекления. В 2000-х годах рядом с Сергиевской церковью была поставлена металлическая водосвятная часовня.